# Caranx tille
Caranx tille és un peix teleosti de la família dels caràngids i de l'ordre dels perciformes.

## Morfologia
Pot arribar als 80 cm de llargària total i als 7.200 g de pes.

## Distribució geogràfica
Es troba des de les costes de Zanzíbar (Tanzània) i Durban (Sud-àfrica) fins a les de Madagascar, Sri Lanka, Okinawa, Ryukyu, la Mar d'Arafura, Austràlia i Fidji.